# 七星桥
30°07′43.0″N 121°14′20.4″E / 30.128611°N 121.239000°E
七星桥是浙江省慈溪市一座石拱桥。桥梁位于横河镇东横河上，全长24.5米，设3孔。桥梁在明嘉靖《余姚县志》中即有记载，而光绪《余姚县志》中则记载桥梁为“清道光间孙式鉴修”。1982年5月，七星桥被列入慈溪县文物保护单位，2023年6月被列入浙江省文物保护单位。